# Rachid Berradi
Rachid Meknes Berradi (Meknès, 29 agosto 1975) è un ex mezzofondista italiano.

## Biografia
Nasce a Meknès, in Marocco, e all'età di 10 anni si trasferisce a Palermo. Inizia a fare sport per gioco, in prima media, quando chiede al suo insegnante di fare la selezione per i campionati studenteschi.
È stato primatista italiano di mezza maratona dal 13 aprile 2002, quando vinse la Stramilano con il tempo di 1h00'20", al 28 febbraio 2021 quando tale record è stato battuto a Siena da Eyob Faniel. Ha partecipato ai Giochi olimpici di Sydney 2000 nei 10000 m piani, concludendo al 17º posto.
Terminata la carriera da atleta, si è dedicato a numerosi progetti per l'inclusione sociale a favore dei ragazzi a forte rischio di emarginazione sociale.
Ha fondato, e allena, la squadra di calcio "Atletico Zen", composta da ragazzi provenienti dall'omonimo quartiere ZEN (Palermo).

## Palmarès
| Anno | Manifestazione             | Sede      | Evento        | Risultato | Prestazione | Note |
| ---- | -------------------------- | --------- | ------------- | --------- | ----------- | ---- |
| 1997 | Europei U23                | Turku     | 5000 m piani  | Argento   | 13'47"08    |      |
| 1997 | Europei U23                | Turku     | 10000 m piani | Oro       | 28'31"12    |      |
| 1997 | Universiadi                | Catania   | 10000 m piani | Bronzo    | 28'30"05    |      |
| 1998 | Europei                    | Budapest  | 10000 m piani | 7º        | 28'22"31    |      |
| 2000 | Giochi olimpici            | Sydney    | 10000 m piani | 17º       | 28'45"96    |      |
| 2002 | Mondiali di mezza maratona | Bruxelles | Individuale   | 7º        | 1h01'32"    |      |
| 2002 | Mondiali di mezza maratona | Bruxelles | A squadre     | 5º        | 3h07'53"    |      |

## Campionati nazionali
1997
- Oro ai campionati italiani assoluti, 10000 m piani - 28'35"61

1998
- Oro ai campionati italiani assoluti, 5000 m piani - 13'43"63

1999
- Oro ai campionati italiani di corsa campestre - 35'36"

2000
- Bronzo ai campionati italiani assoluti, 5000 m piani - 13'43"41
- Oro ai campionati italiani di maratonina - 1h01'51"
- Oro ai campionati italiani di corsa campestre - 36'36"

2002
- Oro ai campionati italiani di corsa campestre - 34'27"

## Altre competizioni internazionali
1995
- 15º al Giro podistico internazionale di Castelbuono ( Castelbuono) - 35'20"
- 9º al Trofeo Sant'Agata ( Catania) - 34'08"

1996
- 9º al Memorial Peppe Greco ( Scicli) - 29'33"

1997
- 7º al Memorial Peppe Greco ( Scicli) - 30'36"
- 10º al Campaccio ( San Giorgio su Legnano) - 37'16"
- 6º al Cross della Vallagarina ( Villa Lagarina) - 28'47"
- 5º al Cross di Savigliano ( Savigliano) - 30'49"
- 8º al Cross del Sud ( Lanciano) - 23'47"

1998
- 8º alla BOclassic ( Bolzano) - 28'43"
- 8º al Memorial Peppe Greco ( Scicli) - 30'20"
- 11º al Cross della Vallagarina ( Villa Lagarina) - 29'48"

1999
- 5º al Giro podistico internazionale di Castelbuono ( Castelbuono) - 33'36"
- 6º al Trofeo Sant'Agata ( Catania) - 33'11"
- 4º alla Sao Silvestre da Amadora ( Amadora), 11 km - 32'14"
- 13º al Cross Internacional Zornotza ( Amorebieta) - 34'33"

2000
- Bronzo alla Maratona di Bari ( Bari) - 2h23'15"
- 4º alla Stramilano ( Milano) - 1h01'52"
- 4º al Trofeo Sant'Agata ( Catania) - 32'55"
- 5º alla Cinque Mulini ( San Vittore Olona) - 34'44"
- Argento al Campaccio ( San Giorgio su Legnano) - 35'45"

2001
- 9º alla Mezza maratona di Palermo ( Palermo) - 1h05'55"
- 11º alla BOclassic ( Bolzano)
- Oro alla Oderzo 10 km ( Oderzo) - 28'27"

2002
- Oro alla Stramilano ( Milano) - 1h00'20"
- 6º alla Scalata al Castello ( Arezzo) - 29'19"

2003
- Bronzo alla Roma Urbs Mundi ( Roma) - 28'44"

2006
- 8º alla Stramilano ( Milano) - 1h04'01"

2008
- 8º alla Stramilano ( Milano) - 1h04'09"
- 11º alla Scalata al Castello ( Arezzo) - 30'39"
- Oro alla Vola Ciampino ( Ciampino) - 30'09"